# Barbara Topsøe-Rothenborg
Barbara Topsøe-Rothenborg (* 29. August 1979 in Kopenhagen) ist eine dänische Schauspielerin und Regisseurin.

## Leben
Barbara Topsøe-Rothenborg wuchs als Tochter der Schauspielerin Judith Rothenborg in Kopenhagen auf, wo sie bis heute lebt. Sie hat bereits als 12-Jährige in mehreren Kinderfilmen mitgespielt.
Nach ihrem Schulabschluss absolvierte sie von 1996 bis 1999 ihre Schauspielausbildung an der Staatlichen Theaterhochschule in Kopenhagen. Als Bühnendarstellerin wirkte sie in mehreren Theaterstücken und in Musicals mit. Seit 1999 hat sie als Schauspielerin vor der Kamera in bislang mehr als 20 Film-und-Fernsehproduktionen mitgewirkt. Im Jahr 2017 wurde sie mit dem Robert ausgezeichnet. Sie war einige Jahre lang als Regieassistentin tätig und ist inzwischen als Regisseurin für verschiedene Spielfilme und Fernsehserien tätig. Daneben ist sie auch als Synchronsprecherin für Zeichentrickfilme aktiv.

## Filmografie (Auswahl)
- 1991: Frech wie Krümel (Krummerne)
- 1992: Nana
- 1993: Krümel im Chaos (Krummerne 2)
- 1993: Viktor und Viktoria
- 1999: Klinkevals Juliane
- 2008: Brüder und Väter
- 2010: A Drop of True Blood
- 2016: Med 50/50 liv (Fernsehserie)
- 2020: The Food Club
- 2022: Liebe für Erwachsene (Kærlighed for voksne)